# Parkton (Karolina Północna)
Parkton – miasto w Stanach Zjednoczonych, w stanie Karolina Północna, w hrabstwie Robeson.